# Пикимачай
Пикимачай, кечуа Pikimachay, букв. «пещера блох» — археологический памятник в долине Аякучо в Перу. Датируется, по разным мнениям, от 20 до 12 тыс. лет до н. э. (последнюю дату поддерживает большинство исследователей). Среди найденных артефактов: базальтовые орудия, кремнёвые орудия и метательные частицы, а также другие свидетельства присутствия в этих местах людей, живших одновременно с гигантскими ленивцами и лошадьми.